# Hel funktion
En matematisk funktion sägs vara hel om den är analytisk i varje punkt i det komplexa talplanet. Alla polynom, samt även
{\displaystyle f(z)=\sin(z){,}\quad f(z)=\cos(z)\quad {\rm {och}}\quad f(z)=a^{z}\quad \forall \,a\in \mathbb {C} }
är exempel på hela funktioner. Funktionerna
{\displaystyle f(z)={\sqrt {z}}{,}\quad f(z)=|z|\quad {\rm {och}}\quad f(z)={\bar {z}}}
(det komplexa konjugatet av z) är exempel på funktioner som ej är hela.
Utifrån definitionen av hel funktion kan man bevisa att varje hel funktion också har en hel derivata; därför är alla hela funktioner oändligt deriverbara.
Varje hel funktion kan uttryckas som en potensserie som är konvergent i hela det komplexa talplanet.